# Yale (Iowa)
Pour les articles homonymes, voir Yale (homonymie).
La ville américaine de Yale est située dans le comté de Guthrie, dans l’État de l’Iowa. Elle comptait 246 habitants lors du recensement de 2010.

## Source
- (en) Cet article est partiellement ou en totalité issu de l’article de Wikipédia en anglais intitulé « Yale, Iowa » (voir la liste des auteurs).